# 4785 Petrov
4785 Petrov eller 1984 YH1 är en asteroid i huvudbältet som upptäcktes den 17 december 1984 av den rysk-sovjetiska astronomen Ljudmila Karatjkina vid Krims astrofysiska observatorium på Krim. Den är uppkallad efter kompositören Andrej Petrov.